# Liste der Geotope im Landkreis Bamberg
Diese Liste enthält die Geotope des oberfränkischen Landkreises Bamberg in Bayern in Bayern.
Die Liste enthält die amtlichen Bezeichnungen für Namen und Nummern des Bayerischen Landesamt für Umwelt (LfU) sowie deren geographische Lage. Die Textpassagen wurden mit freundlicher Genehmigung des LfU 1:1 übernommen und unterliegen dem Urheberrecht.
Diese Liste ist möglicherweise unvollständig. Im Geotopkataster Bayern sind etwa 3400 Geotope (Stand März 2020) erfasst. Das LfU sieht einige Geotope nicht für die Veröffentlichung im Internet geeignet. Einige Objekte sind zum Beispiel nicht gefahrlos zugänglich oder dürfen aus anderen Gründen nur eingeschränkt betreten werden. Das Betreten der Geotope erfolgt auf eigene Gefahr und vom LfU wird keine Haftung übernommen.
| Name                                                              | Bild           | Geotop ID | Gemeinde / Lage                       | Geologische Raumeinheit | Beschreibung | Fläche m²/Ausdehnung m | Geologie                                                                   | Aufschlussart                  | Wert               | Schutzstatus                                               | Bemerkung |
| ----------------------------------------------------------------- | -------------- | --------- | ------------------------------------- | ----------------------- | --- | ---------------------- | -------------------------------------------------------------------------- | ------------------------------ | ------------------ | ---------------------------------------------------------- | --------- |
| Ehemalige Steinbrüche westnordwestlich von Sassendorf             |                | 471A002   | Zapfendorf Position                   | Nördliche Albrandregion | In den Sassendörfer Steinbrüchen wurde erstmals die Grenze zwischen Lias Alpha 1 und 2 durch Fossilfunde markiert. Durch Bewuchs und Teilverfüllung sind keine Aufschlüsse mehr zu erkennen. | 10000 100 × 100        | Typ: Schichtfolge, Tierische Fossilien Art: Sandstein                      | Steinbruch                     | bedeutend          | kein Schutzgebiet                                          |           |
| Ehemaliger Steinbruch nordöstlich von Zapfendorf                  |                | 471A003   | Zapfendorf Position                   | Nördliche Albrandregion | In dem Steinbruch wurden Rhätsandstein und Lias Alpha abgebaut. Eine Grotte ist mit Heiligenfiguren und Kerzen geschmückt. | 40000 200 × 200        | Typ: Gesteinsart, Tierische Fossilien Art: Sandstein                       | Steinbruch                     | wertvoll           | kein Schutzgebiet                                          |           |
| Hohlweg bei Kremmeldorf                                           |                | 471A004   | Memmelsdorf Position                  | Nördliche Albrandregion | Der Hohlweg wird von Kellern gesäumt. Aufgeschlossen ist der belemnitenreiche Lias Epsilon. | 800 100 × 8            | Typ: Tierische Fossilien, Gesteinsart, Stollen Art: Mergelstein            | Böschung                       | wertvoll           | kein Schutzgebiet                                          |           |
| Ehemaliger Steinbruch ostsüdöstlich von Würgau                    |                | 471A005   | Scheßlitz Position                    | Nördliche Frankenalb    | Der ehemalige Abbau von Malm Gamma in Schichtfazies ist heute teilweise mit Bauschutt und Erdaushub verfüllt. | 10000 100 × 100        | Typ: Gesteinsart Art: Kalkstein                                            | Steinbruch                     | bedeutend          | Landschaftsschutzgebiet, Naturpark                         |           |
| Hohlweg südwestlich von Helfenroth                                | weitere Bilder | 471A008   | Rattelsdorf Position                  | Haßberge-Region         | Im Hohlweg steht Löß sowie der höhere Teil des Mittleren Burgsandsteins an. | 1500 150 × 10          | Typ: Gesteinsart, Hohlweg Art: Sandstein                                   | Böschung                       | bedeutend          | Landschaftsschutzgebiet, Naturpark                         |           |
| Hohlweg südwestlich von Lauter                                    | weitere Bilder | 471A010   | Lauter Position                       | Haßberge-Region         | Im schönen Hohlweg sind Lößbedeckungen und weißer Sandsteinkeuper aufgeschlossen. | 120 40 × 3             | Typ: Gesteinsart, Hohlweg Art: Sandstein                                   | Böschung                       | bedeutend          | Naturpark                                                  |           |
| Hohlweg nördlich von Höfenneusig                                  | weitere Bilder | 471A011   | Rattelsdorf Position                  | Haßberge-Region         | Im Hohlweg sind eine Steinmergelbank im Mittleren Burgsandstein sowie Lößbedeckung aufgeschlossen. | 120 40 × 3             | Typ: Gesteinsart, Hohlweg Art: Sandstein                                   | Böschung                       | bedeutend          | Landschaftsschutzgebiet, Naturpark                         |           |
| Basaltbrüche ostnordöstlich von Oberleinleiter                    | weitere Bilder | 471A013   | Heiligenstadt in Oberfranken Position | Nördliche Frankenalb    | Zwei kleine ehemalige Steinbrüche bilden die einzigen Aufschlüsse von Basalt in der Frankenalb. In den Basalten findet man Bruchstücke von Malmkalken und anderen Gesteinen, die die ehemals glutflüssige Lava beim Aufstieg im Schlot mitgerissen hat. Bei dem Gestein handelt es sich um einen Olivinnephelinit mit Einsprenglingen von Augit und Olivin (< 1 mm) in seiner feinkörnigen Grundmasse. Altersbestimmungen ergaben, dass es vor ca. 31 Mio. Jahren (Oligozän) entstanden ist. | 200 20 × 10            | Typ: Gesteinsart Art: Basalt                                               | Steinbruch                     | wertvoll           | Naturdenkmal, Landschaftsschutzgebiet, Naturpark           |           |
| Ehemaliger Dolomitbruch nördlich von Ludwag                       | weitere Bilder | 471A014   | Scheßlitz Position                    | Nördliche Frankenalb    | Sehr großer Aufschluss im Mittleren Malm, der besonders eindrucksvoll die horizontalen und vertikalen Übergänge von geschichteter und massiger Fazies erkennen lässt. Im stillgelegten Bruch sind Riffstrukturen aufgeschlossen. Die Oberen Mergelkalke sind relativ fossilreich (vor allem Ammoniten). | 240000 400 × 600       | Typ: Schichtfolge, Tierische Fossilien Art: Dolomitstein, Kalkstein        | Steinbruch                     | wertvoll           | Naturpark                                                  |           |
| Tongrube Holzbachacker südöstlich von Buttenheim                  | weitere Bilder | 471A015   | Altendorf Position                    | Nördliche Albrandregion | In der Tongrube Holzbachacker südöstlich von Buttenheim wird Amaltheenton (Lias delta bzw. Pliensbachium) abgebaut. Die Fa. Liapor verwendet das Material zur Produktion von Blähton. In Sammlerkreisen ist der außergewöhnliche Fossilienreichtum der Tongrube international bekannt. Neben Kopffüßern (Ammoniten und Belemniten) können auch Stachelhäuter, Fische und Krebse gefunden werden. Besonders höffig sind die Aufschlüsse des Unteren Toarcium (Lias epsilon). Dementsprechend ist dieser Bereich durch besonders häufige Grabungsspuren von Sammlern leicht erkennbar. Oft sind die Fossilien pyritisiert. Bei der Verwitterung von Pyrit entsteht gelegentlich Gips. Auch hiervon sind Funde möglich (selten). Seit 2024 werden durch die Firma Liapor keine Betretungsgenehmigungen für Sammler mehr erteilt. | 20000 200 × 100        | Typ: Sedimentstrukturen Art: Ton                                           | Lehmgrube/Tongrube/Mergelgrube | besonders wertvoll | Naturpark                                                  |           |
| Aufschluss am Sportplatz Mönchherrnsdorf                          |                | 471A016   | Burgebrach Position                   | Sandsteinkeuperregion   | In der Aufschlusswand sind an der oberen Kante zwei harte, splittig brechende Steinmergelbänke (Horizont der Lehrberg-Bänke) aufgeschlossen. Die oberste dieser Bänke ist etwa 18 cm dick, während die darunter folgende lediglich knapp 8 cm stark ist. Die Letten sind im Bereich der Lehrbergbänge grünlichgrau. Getrennt durch ein auffällig ziegelrotes Lettenband folgen darunter noch zwei weitere, weniger als 10 cm dicke, aber sehr markante dolomitische Bänke. Unter diesen Bänken folgen noch mindestens 2 Meter grünlichgraue Letten. Der Übergang zu den typischen ziegelroten Letten der Steigerwald-Formation (Lehrberg-Schichten) liegt wahrscheinlich im überschütteten Fußbereich der Wand. Der Horizont der Lehrberg-Bänke fällt in etwa mit dem Übergang vom Gipskeuper (zu dem die Steigerwald-Formation gehört) zum Sandsteinkeuper zusammen. Die darüber folgenden Gesteine des Blasensandsteins (Hassberge-Formation) sind hier jedoch nicht erschlossen. | 175 35 × 5             | Typ: Schichtfolge, Gesteinsart Art: Tonstein, Dolomitstein                 | Lehmgrube/Tongrube/Mergelgrube | bedeutend          | Naturpark                                                  |           |
| Südöstlich von Eberau, ehemaliger Steinbruch im Winkelhofer Forst |                | 471A017   | Winkelhofer Forst Position            | Sandsteinkeuperregion   | Im ehemaligen Steinbruch wurden Gesteine des Coburger Sandsteins (Hassberge-Formation) abgebaut. Nachdem der Abbau über Jahrzehnte hinweg zugewachsen war, wurde er im Zuge eines Biotop-Projekts der Bayerischen Staatsforsten seit Oktober 2016 wieder vollständig entwaldet. Durch diese Maßnahme ist der helle, fast weiße Coburger Sandstein in der ehemaligen Abbauwand nun wieder deutlich zu sehen. Neben den für Werksteine verwendbaren, ruhig gebankten, dicken Sandsteinbänken mit ebenen Schichtflächen finden sich auch über weite Strecken unruhig gebankte, flaserig-wulsige Bänke, die als Baustein ungeeignet waren. Streckenweise sind zwischen die Sandsteine auch hell grüngraue Lettenlagen eingeschaltet, in denen wiederum dünne Sandsteinbänder liegen. | 2475 55 × 45           | Typ: Schichtfolge, Gesteinsart Art: Sandstein                              | Steinbruch                     | wertvoll           | Landschaftsschutzgebiet, FFH-Gebiet, Vogelschutzgebiet     |           |
| Koppenwind, Jugendzeltplatz im ehemaligen Steinbruch              | weitere Bilder | 471A018   | Koppenwinder Forst Position           | Sandsteinkeuperregion   | Das ehemalige Steinbruchareal am Ostrand von Koppenwind besteht aus zwei unterschiedlich großen und tiefen Abbaubereichen. Der nördlichere, kleinere und flachere Bereich ist heute als Jugendzeltplatz ausgewiesen. In diesem gepflegten Areal sind die Abbauwände im Blasensandstein (Hassberge-Formation) noch sehr gut erschlossen und zugänglich. Bevorzugtes Abbauziel war hier wohl eine dicke Sandsteinbank, von der am Brucheingang noch Reste unter einer Kiefer mit pittoreskem Wurzelwerk sehr schön erschlossen sind. Über dieser hellen, beigegrauen Bank folgen dünnbankigere bis plattige Sandsteine, die immer wieder mit dünnen, grauen Lettenlagen wechsellagern. | 1500 50 × 30           | Typ: Gesteinsart, Schichtfolge Art: Sandstein                              | Steinbruch                     | bedeutend          | Naturpark                                                  |           |
| Hohlweg zu den Unterhaider Steinbrüchen                           | weitere Bilder | 471G001   | Oberhaid Position                     | Haßberge-Region         | Der Hohlweg stellte die Zufahrt zu den ehemaligen Steinbrüchen Unterhaid dar. | 400 80 × 5             | Typ: Hohlweg Art: Sandstein                                                | kein Aufschluss                | bedeutend          | Landschaftsschutzgebiet, Naturpark                         |           |
| Kellergasse in Priegendorf                                        | weitere Bilder | 471G002   | Baunach Position                      | Haßberge-Region         | Zu beiden Seiten der St.-Anna-Straße wurden insgesamt 28 Felsenkeller vom Ende des 18. Jahrhunderts bis Anfang des 20. Jahrhunderts in den Sandstein gehauen und genutzt. Die Keller sind verschlossen, an den Eingängen und zwischen den Kellern sind schöne Aufschlüsse im Mittleren Burgsandstein des Keupers (Teil der Löwenstein-Formation) mit eingeschlossenen Tonlinsen (Abb. 4) sichtbar. Schrämmspuren zeigen die leichte händische Bearbeitbarkeit des Sandsteins. Einige Kellereingänge wurden 2004 mit ortsfremden Quadersteinen außen renoviert. Die Kellergasse ist als Baudenkmal erfasst (Denkmal-Nr. D-4-71-115-84). | 1950 130 × 15          | Typ: Felsenkeller Art: Sandstein                                           | Felsenkeller                   | bedeutend          | Denkmalschutz, Naturpark                                   |           |
| Veitenstein ostnordöstlich von Lußberg                            | weitere Bilder | 471G003   | Baunach Position                      | Haßberge-Region         | Das Felsgebilde besteht aus Rhät-Sandstein des Oberen Keupers (Exter-Formation). Darunter liegen rote tonige Schichten des Feuerlettens (Trossingen-Formation). Im Veitenstein hat sich vermutlich durch Bewegungen des Sandsteins auf den tonigen Schichten eine schmale Klufthöhle geöffnet, die sich im Inneren als bis zu 17 Meter tiefer Spalt fortsetzt. Dieser wurde im Mittelalter durch den Menschen behauen und es wurden auch kleine Räume geweitet. Der Höhleneingang ist verschlossen. An der Südwestseite ist das Querkelesloch (Zwergleinsloch), eine schmale Röhre, dessen Zweck und Entstehung unklar sind (Abb. 3). Archäologisch bemerkenswert sind die Inschriften aus dem Mittelalter. Am Geotop ist ein Aussichtspunkt mit Panoramatafel, Infotafeln zum Veitenstein und Wald der Haßberge sowie ein Holz-Pavillon. Es ist am Wanderweg von Lußberg ausgeschildert. Der Veitenstein ist als Bodendenkmal Erdstall des Mittelalters oder der frühen Neuzeit erfasst (Denkmal-Nr. D-4-5930-0004). | 1600 40 × 40           | Typ: Bearbeiteter Fels, Kluft-/Tektonische Höhle, Felskuppe Art: Sandstein | Felshang/Felskuppe             | wertvoll           | Naturdenkmal, Bodendenkmal, Landschaftsschutzgebiet        |           |
| Jungfernhöhle ostnordöstlich von Tiefenellern                     | weitere Bilder | 471H001   | Litzendorf Position                   | Nördliche Frankenalb    | Der etwa 1,5 Meter hohe Höhleneingang liegt im Gipfelbereich einer Riffdolomitkuppe. Die Höhle liegt ca. zwei Meter tiefer. Neben jungsteinzeitlicher Linearbandkeramik wurden Skelettteile von 40 Menschen gefunden. Anfänglich wurde vermutet, dass die Opfer gewaltsam zu Tode kamen. Weitere Ausgrabungen in der Umgebung fanden in den Jahren 2008 und 2009 statt. Geologisch-paläontologische Untersuchungen belegen unter der einige 1000 Jahre alten Kulturschicht weitere Horizonte. | 80 10 × 8              | Typ: Karst-Halbh./Naturbrücke Art: Dolomitstein                            | Höhle                          | besonders wertvoll | Landschaftsschutzgebiet, FFH-Gebiet, Naturpark             |           |
| Wiesentquelle in Steinfeld                                        | weitere Bilder | 471Q001   | Stadelhofen Position                  | Nördliche Frankenalb    | Typische Karstquelle aus dem Mittleren Malm (Tiefer Karst). | 9 3 × 3                | Typ: Verengungsquelle Art: Dolomitstein                                    | kein Aufschluss                | wertvoll           | Naturpark                                                  |           |
| Großer Tummler im Leinleitertal mit Quellhöhle C 69               | weitere Bilder | 471Q002   | Heiligenstadt in Oberfranken Position | Nördliche Frankenalb    | Der Große Tummler im oberen Leinleitertal ist eine periodisch aktive Karst-Überlaufquelle. Sie schüttet nur nach der Schneeschmelze oder intensiven Niederschlägen (Hungerbrunnen). Dann allerdings ist die Schüttung so stark, dass sich das in diesem Bereich als Trockental ausgebildete Leinleitertal in eine Flusslandschaft verwandelt. Die Quelle tritt im gebankten Werkkalk des Malm beta zu Tage, der hier tektonisch stark beansprucht ist. Durch die Erosion hat sich eine ca. 18 m lange und bis zu 0,8 m hohe Quellhöhle (Höhlenkataster Fränkische Alb, C 69) gebildet. Etwa 40 m NW davon (talaufwärts) befindet sich der Kleine Tummler, der jedoch deutlich kleiner ist. | 36 18 × 2              | Typ: Störungsquelle Art: Kalkstein                                         | Höhle                          | besonders wertvoll | Landschaftsbestandteil, Landschaftsschutzgebiet, Naturpark |           |
| Zwirnstein nordwestlich von Steinfeld                             | weitere Bilder | 471R001   | Stadelhofen Position                  | Nördliche Frankenalb    | Die Felsengruppe wird als Kletterfelsen genutzt. | 10000 100 × 100        | Typ: Felsgruppe Art: Dolomitstein                                          | Hanganriss/Felswand            | bedeutend          | Naturdenkmal, Landschaftsschutzgebiet, Naturpark           |           |
| Dünenzug im Hauptsmoorwald östlich von Bamberg                    |                | 471R003   | Hauptsmoorwald Position               | Nördliche Albrandregion | Das Sanddünengebiet ist über zwei Kilometer breit. Die Dünen sind meist 1 bis 4 m hoch, maximal erreichen sie 8 m. Oft bilden sie langgestreckte wallartige Züge, die entweder in Windrichtung (ca. SW-NE) bzw. quer dazu verlaufen. Es kommen auch sichelförmige Dünen vor. Es wird angenommen, dass die Dünen in der ausgehenden Würmeiszeit und in der frühen Nacheiszeit entstanden sind (10000 bis 12000 Jahre vor heute). Begünstigt wurde die Ausblasung durch die damalige Vegeationsarmut. | 200000 1000 × 200      | Typ: Dünenfeld Art: Sand                                                   | kein Aufschluss                | wertvoll           | Landschaftsschutzgebiet                                    |           |
| Hangrutsch nordnordwestlich von Daschendorf                       | weitere Bilder | 471R004   | Baunach Position                      | Haßberge-Region         | Vom Hangrutsch (Mitte der 1980er Jahre) sind Abrisskante und Dellen noch deutlich zu erkennen. | 200000 400 × 500       | Typ: Rutschung Art: Tonstein                                               | kein Aufschluss                | wertvoll           | Landschaftsschutzgebiet, FFH-Gebiet, Naturpark             |           |
| Ellerbachschlucht südöstlich von Tiefenellern                     | weitere Bilder | 471R005   | Litzendorf Position                   | Nördliche Frankenalb    | Über den wenig wasserdurchlässigen Mergeln des Unteren Malms treten zahlreiche Quellen aus. Die Tuffbildungen talaufwärts sind nicht nur besonders mächtig, sondern auch besonders schön und teilweise kaskadenartig entwickelt. Man geht davon aus, dass die Tuffbildung hier – im Gegensatz zu anderen großen Tufflagern – die Tuffbildung erst nach der letzten Eiszeit einsetzte, da die versteinerten Schneckenarten auch heute noch vorkommen. Der Bach wurde teilweise zur Forellenzucht abgesperrt. | 15000 300 × 50         | Typ: Sinterbildung Art: Kalktuff                                           | Prallhang/Flussbett/Bachprofil | bedeutend          | Landschaftsschutzgebiet, FFH-Gebiet, Naturpark             |           |
| Blütental nordöstlich von Voitmannsdorf                           |                | 471R006   | Königsfeld Position                   | Nördliche Frankenalb    | Felsformationen mit Höhlen in den Schichten des Malm Delta umsäumen die markante Sohlentalform. Der Talboden ist mit Löß flächig aufgefüllt. | 750000 1500 × 500      | Typ: Sohlental, Felsgruppe, Karst-Horizontalhöhle Art: Dolomitstein        | Prallhang/Flussbett/Bachprofil | wertvoll           | Landschaftsschutzgebiet, Naturpark                         |           |
| Trockental Teichgrund NE von Königsfeld                           |                | 471R007   | Königsfeld Position                   | Nördliche Frankenalb    | Das schöne Trockental enthält neben Felsformationen des Malm Delta eine holozäne Talfüllung. In einer der vielen Höhlen wurden praehistorische Funde gemacht. | 150000 1500 × 100      | Typ: Sohlental, Felsgruppe, Karst-Horizontalhöhle Art: Dolomitstein        | Prallhang/Flussbett/Bachprofil | wertvoll           | Landschaftsschutzgebiet, Naturpark                         |           |
| Felsburg nordöstlich von Tiefenellern                             | weitere Bilder | 471R008   | Litzendorf Position                   | Nördliche Frankenalb    | Die Felsburg im Massenkalk des Malm Gamma wird als Kletterfelsen genutzt. | 20000 100 × 200        | Typ: Felsburg Art: Kalkstein                                               | Hanganriss/Felswand            | bedeutend          | Landschaftsschutzgebiet, FFH-Gebiet, Naturpark             |           |
| Wiesenttal zwischen Steinfeld und Treunitz                        | weitere Bilder | 471R009   | Stadelhofen Position                  | Nördliche Frankenalb    | Das mäandrierende Bachsystem mit verschiedenen Totarmen ist vor allem ökologisch wertvoll. | 1800000 6000 × 300     | Typ: Sohlental, Felsgruppe, Mäander Art: Dolomitstein                      | Prallhang/Flussbett/Bachprofil | wertvoll           | Landschaftsschutzgebiet, Naturpark                         |           |
| Felsen am Würgauer Berg                                           |                | 471R010   | Scheßlitz Position                    | Nördliche Frankenalb    | Die Schwammriffe, die hier zu Felsen herauspräpariert wurden, stammen in diesem Fall bereits aus dem Unteren Malm. | 40000 200 × 200        | Typ: Felsburg Art: Kalkstein                                               | Hanganriss/Felswand            | bedeutend          | Landschaftsschutzgebiet, Naturpark                         |           |
| Paradiestal nordnordwestlich von Treunitz                         | weitere Bilder | 471R011   | Stadelhofen Position                  | Nördliche Frankenalb    | Das Paradiestal ist ein bekanntes Ausflugs- und Wanderziel. | 750000 3000 × 250      | Typ: Trockental, Felsgruppe, Karst-Horizontalhöhle Art: Dolomitstein       | Prallhang/Flussbett/Bachprofil | wertvoll           | Landschaftsschutzgebiet, Naturpark                         |           |
| Doline W von Roßdorf am Berg                                      |                | 471R012   | Wattendorf Position                   | Nördliche Frankenalb    | Die größere Doline ist gut erhalten und wird teilweise als Wiese genutzt. In der Umgebung waren früher Dolinen häufiger. | 1800 45 × 40           | Typ: Doline Art: Lößlehm, Dolomitstein                                     | Doline/Erdfall                 | bedeutend          | Naturdenkmal, Landschaftsschutzgebiet, Naturpark           |           |
| Steinerne Rinne nördlich von Roschlaub                            | weitere Bilder | 471R013   | Scheßlitz Position                    | Nördliche Albrandregion | Schöne steinerne Rinne, die im Buchenwald verläuft. Am Quellaustritt besteht Beeinträchtigung durch Windwurf, so dass ein Teil der Quelle neben der Rinne verläuft. | 25 50 × 0              | Typ: Steinerne Rinne Art: Kalktuff                                         | kein Aufschluss                | bedeutend          | Naturdenkmal, Landschaftsschutzgebiet, Naturpark           |           |
| Trockental westlich von Hohenpölz                                 | weitere Bilder | 471R014   | Heiligenstadt in Oberfranken Position | Nördliche Frankenalb    | Das Tal folgt einer Störungszone, die annähernd parallel zur Frankenalbfurche verläuft. Zwischen Laibarös im Norden und Heroldsmühle im Süden ist das Tal der Leinleiter als Trockental ausgebildet. Der obere Talbereich (westlich von Hohenpölz bis Laibarös) führt nur sporadisch Wasser und wird von Hungerbrunnen und Tummlern (u. a. der Große Tummler mit Quellhöhle C 69, Geotop Nr. 471Q002) nach ergiebigeren Niederschlägen bzw. der Schneeschmelze gespeist. Weitere Karsterscheinungen wie Karstquellen und Quellhöhlen sind anzutreffen. In den Prallhängen der Talflanken und bei Quellaustritten sind Kalke des Oberen Jura (Malm alpha bis Malm gamma – Oxfordium und unteres Kimmeridgium) aufgeschlossen. Die meist trockengefallenen Wasserläufe in den oberen Talbereichen sind von Malmschutt bedeckt. Die Entstehung des Trockentals ist auf die Kaltzeiten des Pleistozäns zurückzuführen, während der die Karstwasserwege durch Permafrost versiegelt waren. Das Tal ist durch einen Geologischen Lehrpfad mit Fossilienklopfpflatz und einen überregionalen Wanderweg (Frankenweg) erschlossen. | 1500000 3000 × 500     | Typ: Trockental Art: Kalkstein                                             | sonstiger Aufschluss           | besonders wertvoll | Landschaftsschutzgebiet, Naturpark                         |           |